# Barbara M. Ferrier
Barbara M. Ferrier (* 7. August 1932 in Edinburgh, Schottland; † vor oder am 5. Januar 2006 in Hamilton, Kanada) war eine britisch-kanadische Chemikerin und Hochschullehrerin.

## Leben
Ferrier promovierte in Chemie an der University of Edinburgh. In den 1960er Jahren arbeitete sie an der Harvard University im Arbeitskreis von William von Eggers Doering. Hier war sie maßgeblich an der Synthese von überbrückten 3,4-Homotropilidenen beteiligt. Die entsprechenden Verbindungen Barbaralan und Barbaralon wurden nach ihr benannt. 1969 kam Ferrier an die McMaster University in Hamilton, Ontario, wo sie ab 1972 an der Fakultät für Gesundheitswissenschaften als Professorin der Abteilung für Biochemie und Biomedizinische Wissenschaften bis zu ihrer Emeritierung 1998 arbeitete.
Ferrier war die Zwillingsschwester des britisch-neuseeländischen Chemikers und Hochschullehrers Robert J. Ferrier.